# Habrovice
Habrovice (deutsch Johnsdorf) ist ein Ort im Ústecký kraj in Tschechien, der heute ein Ortsteil von Ústí nad Labem (Aussig) ist.

## Geographie

### Lage
Das ehemalig selbstständige Straßendorf liegt ca. 5,5 km nordwestlich des Stadtzentrums von Ústí nad Labem (Aussig) und ist heute ein Ortsteil von Ústí nad Labem (Aussig). Die Nachbarorte sind nördlich Bánov (Bohna), nordöstlich Nakléřov (Nollendorf), östlich Strážky (Troschig) und südöstlich Ústí nad Labem (Aussig).
| Nakléřov (Nollendorf) | Bánov (Bohna)                               |                         |
|                       | Kompassrose, die auf Nachbargemeinden zeigt | Strážky (Troschig)      |
|                       |                                             | Ústí nad Labem (Aussig) |

## Geschichte
Eine frühere slawische Ansiedlung mit dem Namen Habrowitz oder auch Habartitz befand sich gegenüber dem später neu gegründeten Dorf am Hang eines Richtung Aussig (Ústí nad Labem) gelegenen Hügelzuges. Auf diese Ansiedlung und deren Lage deuten zum einen die Flurbezeichnungen ‚auf dem alten Dorfe‘ und ‚Mostiche‘ (von slawisch most für Brücke) hin, wobei letzteres ein Hinweis darauf ist, dass zwischen der alten Ansiedlung und der späteren Ansiedlung eine Art Brücke vorhanden war.  Zum zweiten ist eine namentliche Erwähnung der früheren Ansiedlung späteren Urkunden aus dem Jahr 1454 zu entnehmen, als diese slawische Ansiedlung wahrscheinlich nicht mehr existierte.

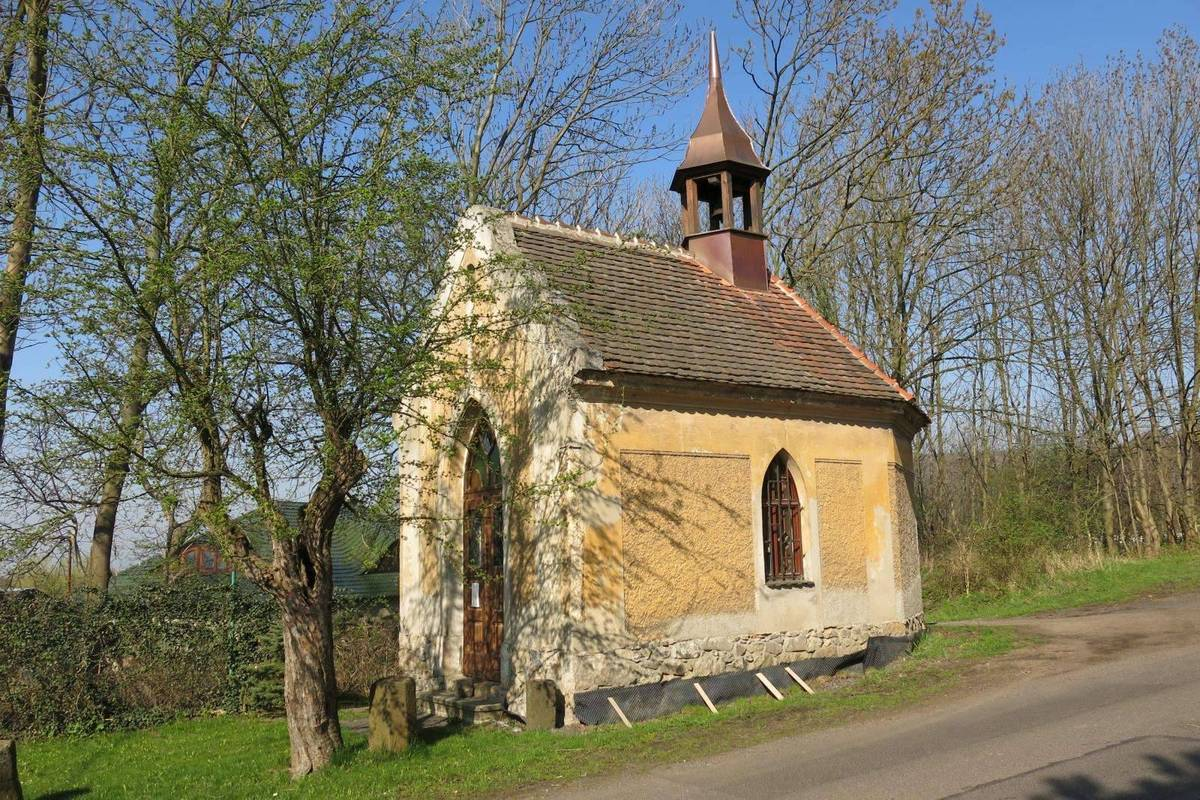
Kapelle in Habrovice

Eine spätere, weitere Ansiedlung erfolgte als Neugründung auf Betreiben des ritterlichen Johanniterordens nach deutschem Recht nahe der früheren, slawischen Ansiedlung.  Im Jahr 1169 erhielt der Johanniterorden von König Vladislavs II. umfangreiche Schenkungen von Waldgebieten u. a. in der Region von Böhmen. Die Neugründung erfolgte wie auch bei anderen Orten in der Region durch eine Kolonisation durch deutsche Bauern aus Thüringen, Franken oder Niedersachsen. Laut Aufzeichnung des Großpriors des Johanniterordens Heinrich von Neuhaus vom 17. Juni 1418 wurde Johnsdorf nebst weiteren Ortschaften an Anna von Kolditz, die Witwe von Borso von Riesenburg, für 265 Schock auf Lebenszeit verkauft. Später gelangte Johnsdorf wahrscheinlich unrechtmäßig in den Besitz von Johann von Wartenberg auf Blankenstein. Dieser verlor den Besitz an Johnsdorf und weiteren Orten im Rahmen eines von König Ladislaus einberufenen Landtags, bei dem er einen rechtmäßig erworbenen Besitz u. a. an Johnsdorf nicht nachweisen konnte, wieder an König Ladislaus. Vor dem Besitzverlust an Johnsdorf hatte Johann von Wartenberg um 1450 die Besitzrechte an Johnsdorf und dem benachbarten Bohna einem seiner Burgmannen bzw. Kriegsleute mit Namen Janek überlassen, der sich fortan Janek von Jonsdorrff (später auch Janek von Johnsdorf und Joannes de Habartic) nannte. Janek von Johnsdorf hat wahrscheinlich auch eine Belehnung seiner Orte durch König Georg erlangt, da er sich bis zum Jahr 1502 nach seinem Ort Johnsdorf nannte. Er hatte seinen Wohnsitz jedoch im nahegelegenen Aussig (Ústí nad Labem), wo er Haus, Grund und Bürgerrechte besaß.

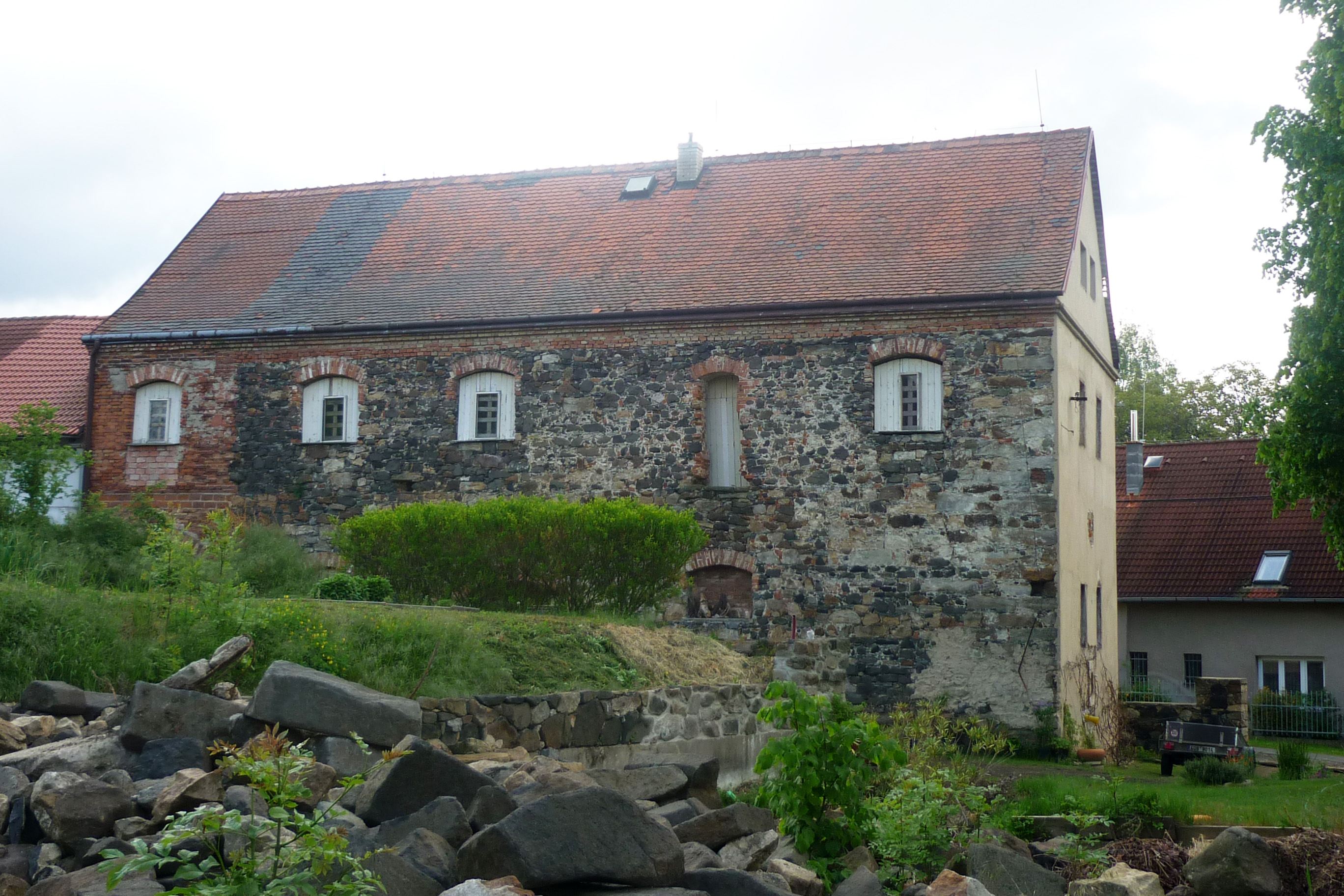
Altes zur Festung ausgebautes Gutshaus

In Johnsdorf wurde durch Janek von Johnsdorf wahrscheinlich der Guts- oder Meierhof durch eine Zusammenlegung von Bauernwirtschaften geschaffen. 1505 und 1510 wird als vermeintlich neuer Besitzer ein Johann Obojczek bzw. Wobojczek benannt, bei dem es sich nach Auffassung des Heimatforschers T. Jahnel um den Landtafelschreiber Johann Obojczek von Tuschitz handelt. Dieser hatte in den Jahren 1505 und 1506 auch Häuser in  Aussig (Ústí nad Labem) erworben. Im Jahr 1547 befand sich Johnsdorf neben den weiteren, von Anna von Kolditz auf Lebenszeit erworbenen Ortschaften wieder im Besitz des Johanniterordens. Mit Einwilligung des dem Johanniterorden wohlgesonnen Königs Ferdinand wurde Johnsdorf nebst den vorgenannten weiteren Ortschaften u. a. durch den Großprior des Johanniterordens, Hynek Berka von Duba auf Strakonitz und den Ordenspriester Wenzel Nawara unter dem 10. Oktober 1547 an Jarosch Kölbel von Geising und seine Erben für 1750 Schock Prager Groschen verkauft. Zugleich schied der gesamte Besitz der verkauften Ortschaften unter König Ferdinand aus den königlichen Lehngütern aus, wodurch der Besitz an den Ortschaften vererbt werden konnte und nicht an den König nach dem Tod des Besitzers zurückfiel. 1559 fiel Johnsdorf zusammen mit dem benachbarten Ort Bohna (Bánov) im Zuge der Erbteilung an die vier Söhne des Wenzel Köbels, mithin an Bernhard Köbel, Hermann Köbel, Albrecht Köbel und Leutold Köbel und wurde über Bernhard Köbels Sohn Wenzel Köbel auf Preisten an Johann Hermann Köbel vererbt. Johann Hermann Köbel erlangte durch seine Heirat mit Esther von Steinbach auch den Besitz des nahe gelegenen Gutes Schöbritz (eines heutigen Stadtteils von Aussig (Ústí nad Labem)). Nach dem Tod Johann Hermann Köbels im Jahr 1619 bzw. Anfang 1620 wurde sein Erbgut als Besitz eines Rebellen eingezogen und mit Zustimmung des Kaisers für 6714 Schock dem kurfürstlichen Hofmeister Christoph von Kürbitz verkauft. Nachdem Christoph von Kürbitz als Protestant aus dem Land fliehen musste, wurde Johnsdorf zusammen mit dem benachbarten Ort Bohna (Bánov) Oberstleutnant Alexander von Bleileben überlassen, der zuvor bereits im Jahr 1622 das Gut Sobochleben und im Jahr 1628 das Gut Schöbritz erlangte. Alexander von Bleileben vereinigte das Rittergut Johnsdorf-Bohna (Bánov) mit seinem Besitz Schöbritz, welche bis zur Auflösung der Untertätigkeitsverhältnisse im Jahr 1848 verbunden blieben. Bis zur Revolution von 1848/1849 im Kaisertum Österreich umfasste die Allodial-Herrschaft Schöbritz neben Johnsdorf auch die Dörfer Schöbritz, Gartitz, Pokau, Postitz, Großkaudern, Kleinkaudern, Gatschken, Niesenbahn, Borngrund, Troschig, Bohna, Zuckmantel, Saara, Knienitz, Streckenwald sowie 13 Häuser in Klein-Kahn, 32 Häuser in Tellnitz (Hintertellnitz), vier Häuser in Kamitz, neun Häuser in Tillisch, zwei Häuser in Raudnen, 15 Häuser in Deutsch-Neudörfel und ein Haus in Spiegelsberg.
1918 kam der Ort nach Auflösung Österreich-Ungarns zur neu gegründeten Tschechoslowakei. Mit dem Münchner Abkommen wurde die Ortschaft Teil Nazi-Deutschlands. Nach dem Zweiten Weltkrieg kam der Ort zur wiedererstandenen Tschechoslowakei zurück. Ein Großteil der deutschsprachigen Bewohner wurde gewaltsam vertrieben.

## Einwohner
Im Jahr 2010 waren im Ortsteil Habrovice 115 Adressen registriert. Im Jahr 2011 lebten 271 Menschen dauerhaft im Ortsteil Habrovice.

## Namensherkunft
Der deutschsprachige Name des Ortes leitet sich wahrscheinlich vom für die Neugründung bzw. der Kolonisation bestellten Lokator, einer Person mit dem Namen ‚Johann‘ ab. Nach der Vertreibung der deutsch-böhmischen Bevölkerung im Jahr 1945 wurde für den Ort der tschechische Name Habrovice geführt, der sich von der früheren slawischen Bezeichnung des Ortes ableitet.

## Trivia
- Johnsdorf war wahrscheinlich nach den Hussitenkriegen Sitz eines Ritters.[4][5]
- Für Johnsdorf und den benachbarten Ort Bohna (Bánov) war eine gemeinsame Eisenbahnstation ‚Johnsdorf-Bohna‘ geplant, die jedoch nicht realisiert wurde.[5]